# Gorzyczki (Silezië)
Gorzyczki is een plaats in het Poolse district  Wodzisławski, woiwodschap Silezië. De plaats maakt deel uit van de gemeente Gorzyce en telt 1900 inwoners.